# كيوشي أراي
كيوشي أراي (باليابانية: 新井潔؛ بالكانا: あらい きよし) هو لاعب كرة قاعدة ياباني، ولد في 11 أبريل 1969 في ناكانوجو ‏ في اليابان.

## روابط خارجية
- كيوشي أراي على موقع الدوري الياباني لكرة القاعدة (الإنجليزية)